# Emballonura monticola
Emballonura monticola — є одним з видів мішкокрилих кажанів родини Emballonuridae.

## Поширення
Країни поширення: Індонезія, Малайзія, М'янма, Таїланд. Цей вид був записана від рівня моря до 330 м над рівнем моря. Лаштує сідала в вапнякових печерах, невеликих щілинах, під нависаючими скелями й деревами, що впали. Колонії можуть налічувати до 100 осіб.

## Загрози та охорона
Немає серйозних загроз для цього виду. Локальними загрозами є руйнування печер через видобуток вапняку й вирубка лісів. Цей вид зустрічається в охоронних районах по всьому ареалу.